# Hubbardston (Michigan)
Hubbardston è un villaggio degli Stati Uniti d'America, situato nello Stato del Michigan, diviso tra la contea di Ionia e la contea di Clinton.